# Antonivka, Volodîmîreț
Antonivka (în ucraineană Антонівка) este localitatea de reședință a comunei Antonivka din raionul Volodîmîreț, regiunea Rivne, Ucraina.

## Demografie
Componența lingvistică a localității Antonivka
     Ucraineană (97,85%)
     Rusă (1,79%)
     Alte limbi (0,29%)
Conform recensământului din 2001, majoritatea populației localității Antonivka era vorbitoare de ucraineană (97,85%), existând în minoritate și vorbitori de rusă (1,79%).